# X (Dame)/Crazy Rainbow
X (Dame)/Crazy Rainbow (X (ダメ)/Crazy Rainbow?) è l'ottavo singolo di Tackey & Tsubasa, pubblicato per l'etichetta discografica Avex Trax il 18 aprile 2007.
Crazy Rainbow è stato utilizzato come ottava sigla di apertura per gli episodi dal 284 al 325 dell'anime One Piece.

## Tracce
CD singolo "formato A"
CD
1. X (Dame) (X (ダメ)?)
2. Crazy Rainbow
3. Sadame (運命 (さだめ)?) (Hideaki Takizawa solo)
4. Edge (Imai Tsubasa solo)
5. X (ダメ) karaoke

DVD
1. X (ダメ) & Crazy Rainbow Music Clip Special Edition"
2. X (ダメ) Choreography Lesson"
3. X (ダメ) Choreography Lesson (Tackey Angle)"
4. X (ダメ) Choreography Lesson (Tsubasa Angle)"

CD singolo "formato B"
CD
1. Crazy Rainbow
2. X (Dame) (X (ダメ)?)

Sadame (運命 (さだめ)?) (Hideaki Takizawa solo)
1. Edge (Imai Tsubasa solo)
2. Crazy Rainbow karaoke

DVD
1. Crazy Rainbow: One Piece X Tackey & Tsubasa Original Animation Music Clip
2. Crazy Rainbow: One Piece No Subtitles Opening

## Classifiche
| Classifica (2004) | Posizione massima |
| ----------------- | ----------------- |
| Giappone (Oricon) | 1                 |